# Mohamed Kordofani
Mohamed Kordofani ist ein sudanesischer Filmemacher, der für Filme wie Goodbye Julia bekannt ist.

## Leben
Kordofani wuchs in Khartum auf und studierte zunächst Luftfahrttechnik. Er folgte damit dem beruflichen Pfad seines Vaters, der in der Luftfahrt tätig war. Zusätzlich entwickelte Kordofani früh eine Leidenschaft für das Geschichtenerzählen, was ihn zu kreativen Tätigkeiten parallel zu seinem Studium veranlasste. Ein Wendepunkt in seiner Karriere ergab sich 2013, als ein persönliches Ereignis sein Interesse am Filmschnitt weckte. Dies führte zur Absolvierung eines Online-Kurses im Filmemachen, der letztlich seine Entscheidung zur vollständigen Zuwendung zur Filmbranche bestärkte.

## Wirken
Kordofani begann seine Karriere im Film mit der Produktion von Kurzfilmen, die auf verschiedenen internationalen Festivals Anerkennung fanden. Sein Kurzfilm Nyerkuk gewann mehrere Preise, darunter den Black Elephant Award für den besten sudanesischen Film und den NAAS Award für den besten arabischen Film. Seine Werke zeichnen sich durch eine Auseinandersetzung mit sozialen und politischen Themen des Sudan aus, insbesondere mit dem Rassismus und den kulturellen Spannungen zwischen dem nördlichen und südlichen Sudan.
Sein Debütfilm Goodbye Julia war der erste sudanesische Spielfilm, der bei den Internationalen Filmfestspielen von Cannes gezeigt wurde. Der Film, der in der Zeit des südsudanesischen demokratischen Sezessionskampfes spielt, behandelt Themen wie Rassismus, soziale Gerechtigkeit und die persönlichen Dramen seiner Charaktere vor dem Hintergrund politischer Unruhen. Kordofani nutzt darin sein persönliches und kulturelles Verständnis zur Darstellung der Spaltungen innerhalb der sudanesischen Gesellschaft. Goodbye Julia gewann den Freedom Award in der Kategorie Un Certain Regard bei seiner Premiere in Cannes und wurde für seine sensible Darstellung der angespannten politischen und kulturellen Dynamik im Sudan gelobt.